# Шапон, Альфред
Луи-Этьен Альфред Шапон (фр. Louis-Étienne-Alfred Chapon; 22 декабря 1834, Париж — 24 апреля 1893, там же) — французский архитектор.

## Биография

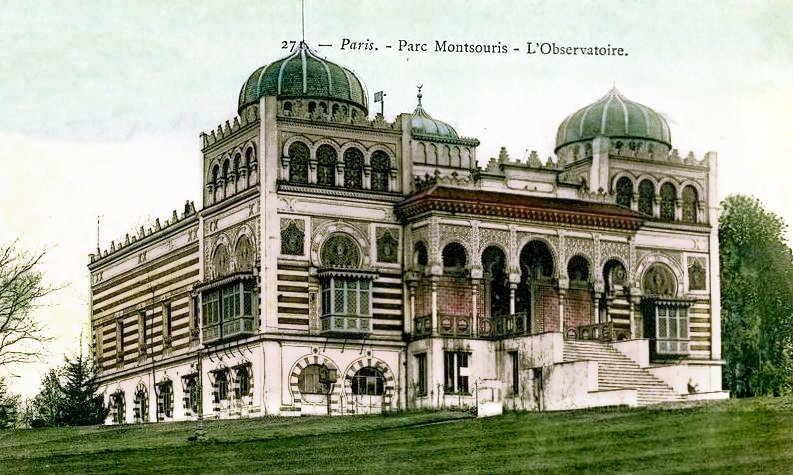
Дворец Бардо для Всемирной выставки в Париже в 1867 году

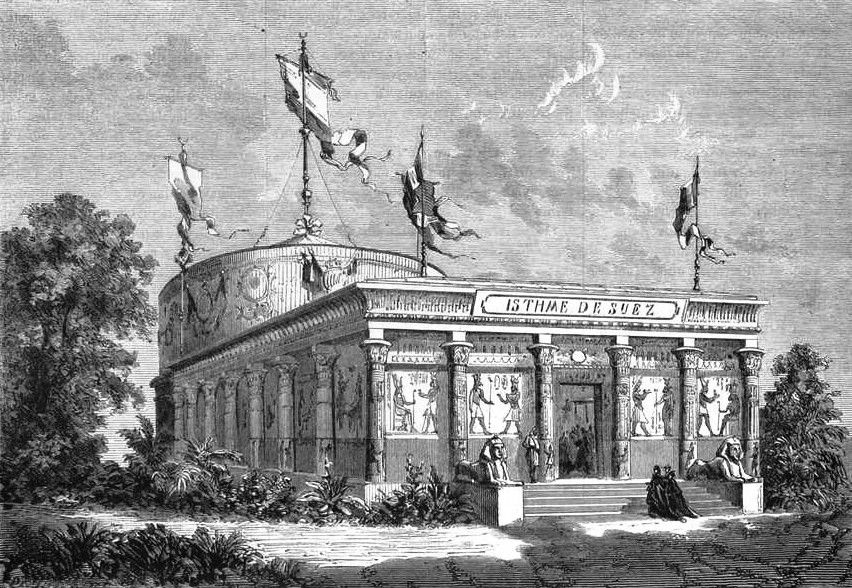
Павильон Египта, в котором размещалась диорама строительства Суэцкого канала

С 1859 года обучался архитектуре в Парижской школе изящных искусств. Ученик Шарля Огюста Кетеля.
Работал архитектором компании, сооружавшей Суэцкий канал. Автор нескольких отелей в зоне строительства канала (1864—1867).
Участвовал в организации Всемирной выставки в Париже в 1867 году. Отвечал за создание павильонов экспозиций Сиама и Южной Америки, а также специальной выставки Суэцкого канала.
По его проектам было построено несколько зданий, сочетавших архитектурные элементы эклектики и уникальные образцы яркой и экзотической стилизации в неомавританском духе.
А. Шапон, по мнению специалистов, создал шедевр — большой павильон в неомавританском стиле Дворец Бардо (повторно сооруженный в парижском парке Монсури в 1869 году и разрушенный в результате пожара в 1991 году). Эта работа, которую он представлял в Салоне в 1868 году, вызвала восхищение, похвалу в прессе и ряд наград правительства Франции и зарубежных государств.
Кроме того, архитектору принадлежат ряд проектов для компании Суэцкого канала, несколько других специальных зданий и сооружений, включая постройку и реставрацию замков в Сене и Уаза, Верхней Вьенне, а также за рубежом — в Испании и Японии.
Скоропостижно скончался 24 апреля 1893 в своем доме в Париже. Похоронен на кладбище Пер-Лашез.

## Награды
- Кавалер ордена Почётного легиона (1868)
- Орден Славы (Тунис)
- Большой крест ордена Розы (Бразилия)
- Командор ордена Христа (Португалия)
- Офицерский крест ордена Изабеллы Католической (Испания)
- Кавалер-офицер ордена Святых Маврикия и Лазаря (Савойского Дома и Итальянского королевства)